# ORP Mewa (1918)
Pour les autres navires du même nom, voir ORP Mewa.
L'ORP Mewa était un dragueur de mines de classe FM polonaise, ex-FM 31 allemand. Il était le premier des trois navires de la marine polonaise portant ce nom. En 1932, il a été reconstruit en bâtiment hydrographique et renommé ORP Pomorzanin.

## Historique
Le Mewa appartenait à une série de quatre dragueurs de mines de classe FM portant les numéros 2, 27, 28 et 31, achetés le 24 septembre 1920 par la Pologne à la société finlandaise Hoffströms, après  la démobilisation de la Kaiserliche Marine, la marine de guerre allemande. Selon la littérature la plus récente, Le Mewa était l’ancien dragueur de mines FM 31, construit au chantier naval Lübecker Maschinenbau Gesellschaft à Lübeck, lancé en 1919 (numéro de chantier 144) . Des publications plus anciennes rapportaient qu’il s’agissait du dragueur de mines FM 28, construit au chantier naval Caesar Wollheim-Werft à Wrocław. Il n’a été achevé qu’après la Première Guerre mondiale et est brièvement entré en service dans la marine allemande. Le prix d’achat par la Pologne était de 1,8 million de marks allemands (environ 34 000 USD ou 46 kg d’or) par navire. 
Après des réparations au Danemark, les dragueurs de mines arrivent à Gdańsk en février 1921. Après son achat, le FM 31 reçut le nom provisoire de Finlandia IV, puis de chalutier n° 2, puis par ordre annoncé le 7 avril 1921, son nom définitif : Mewa (en français : Mouette), introduisant dans la marine polonaise la tradition de nommer les dragueurs de mines à partir d’oiseaux. Le dragueur de mines entra en service polonais le 1er mars 1921. Son premier commandant fut le lieutenant Michał Borowski. Pendant 10 ans de service, le navire a été utilisé pour le dragage de mines dans la baie de Gdańsk, ainsi que pour la formation de spécialistes maritimes.
En mai 1929, le Mewa a été placé en réserve, après quoi il a été envoyé pour rénovation à Gdynia. Au cours de la rénovation, le 28 février 1931, lors d’une tempête, dans le bassin sud du port de Gdynia, il a été éperonné par une grue flottante qui a rompu son amarrage. À la suite de ces dommages, le navire a coulé. Le 23 mars 1931, il est récupéré et désarmé comme dragueur de mines, puis réparé et reconstruit en bâtiment hydrographique. Il a été remis en service le 10 juin 1932 avec le détachement embarqué de mesure et d’hydrographie. Par ordonnance publiée le 17 septembre 1934, son nom a été changé en ORP Pomorzanin.
Lors de la fête de la mer en 1939, le navire participe au Congrès eucharistique et au premier pèlerinage maritime.
Le Pomorzanin a été bombardé et coulé le 14 septembre 1939 par l’armée de l’air allemande à Jastarnia. La partie secourue de l’équipage a navigué vers la péninsule de Hel, prenant part aux hostilités jusqu’aux derniers jours de la défense de Hel, le 2 octobre 1939.
Le navire a été renfloué en 1946 et démantelé.